# Next Generation Digital Learning Environment
Next Generation Digital Learning Environment (NGDLE) je nově diskutovaný koncept systémů pro podporu výuky v prostředí univerzitního vzdělávání.
Prakticky všechny vysoké školy provozují nějaký learning management system (LMS), tedy systém pro správu výuky. Zpravidla jde o kombinaci prostředí, které poskytuje řešení pro administrativní úkony a zároveň pro studium samotné. Karlova univerzita v Praze má svůj SIS, Masarykova univerzita IS a například Západočeská univerzita IS/STAG. Jedná se o velké, robustní informační systémy.
V poslední době[kdy?] se v prostředí vysokých škol ale diskutuje[kdo?] o potřebě digitálního výukového prostředí nové generace (NGDLE), které bude sestávat z výukových jednotlivých nástrojů a komponent. NGDLE by mělo reagovat na nové modely výuky.
NGDLE má mít ideálně podobu vzdělávacího ekosystému, jehož jednotlivé komponenty jsou snadno nahraditelné, ale zároveň si drží určitý standard.

## Ekosystém
Model NGDLE chce překonat ideu do sebe uzavřeného informačního systému a nahradit ji vytvořením vnitřně udržitelného ekosystému vzdělávání. Aktuálně zatím nevznikl jeden software, který by model naplňoval. Spíše se jedná o úsilí softwarových společností, univerzit a dalších institucí. Společnost IMS Global vyvinula rozhraní API pro propojování jednotlivých nástrojů. Společnosti LoudCloud a Instructure vyvíjejí nástroje, které podporují vzdělávání založené na dovednostech a kompetencích.

## Standardy
Aby NGDLE fungoval, měl by zároveň sestávat z různých komponent, ale zároveň se držet určitých standardů.
Tyto standardy byly určené následovně:
- podporuje interoperabilitu a maximalizuje jednoduchost
- usnadnit personalizaci vzdělávacího prostředí
- zvyšuje dostupnost a výkon analytických nástrojů určených pro studenty, instruktory, poradce a akademické správce.
- zlepšuje a obohacuje hodnocení výuky
- umožňuje spolupráci mezi kurzy, programy a institucemi[5]

## Open Source
Mezi odbornou komunitou se ozývají hlasy, že pokud má model NGDLE splňovat výše uvedené standardy, měl by být vyvíjen jako open source. NGDLE je totiž do jisté míry rovněž označením pro transformaci již zmiňovaných LMS a přístupu, s jakým byly od počátky utvářeny. Podle kritiků tato transformace je uskutečnitelná pouze v prostředí, které je otevřené a založené na participaci. Jen tak lze vytvořit půdu pro rozvoj inovací a kreativní řešení problémů na poli univerzitního vzdělávání.